# Francisco de Cárdenas Espejo
Francisco de Cárdenas Espejo (Sevilla, 4 de febrero de 1817-Madrid, 3 de julio de 1898) fue  un abogado, periodista y político español, ministro de Gracia y Justicia durante el reinado de Alfonso XII.

## Biografía

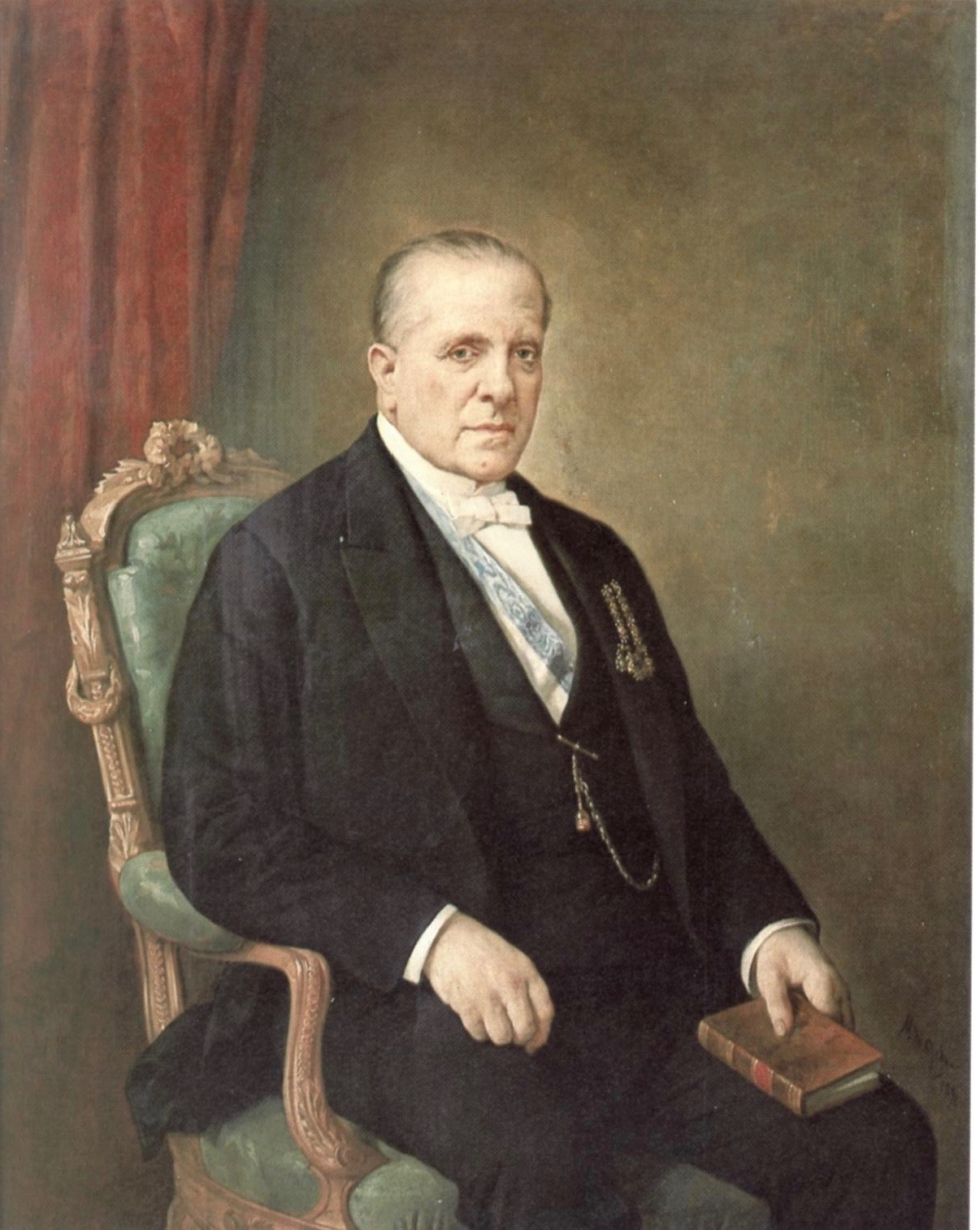
Retrato de Francisco de Cárdenas por Manuel Ojeda y Siles, colección del Banco de España.

Tras estudiar leyes en su ciudad natal obtuvo, en 1839 la cátedra de Filosofía Moral, Lógica y Gramática de su universidad. Diputado por Zaragoza en las elecciones de 1853 y 1857 pasaría al Senado en 1864 como senador vitalicio. Con la Revolución de 1868 se retiró de la política activa no retornando a ella hasta la Restauración en la que fue elegido senador por Córdoba en 1876 y, nuevamente, senador vitalicio en 1877. Fue ministro de Gracia y Justicia entre el 31 de diciembre de 1874 y el 12 de septiembre de 1875 en dos gobiernos que presidió Cánovas y como tal dejó sin efecto la Ley Provisional de Matrimonio Civil que se había aprobado en 1870 durante el Sexenio Democrático. 
Fundó la Revista Andaluza (1839), El Conservador (1839), El Derecho (1844) y El Derecho Moderno (1847). Además fue director de El Globo hasta 1846. Fue embajador de España en París y ante la Santa Sede y miembro de la Academia de la Historia y de la Academia de las Ciencias Morales y Políticas.

## Obras
Escribió Ensayo sobre la historia de la propíedad territorial en España (1873), Estudios jurídicos (Madrid, Estab. tip. de P. Nuñez, 1884); De los vicios y defectos más notables de la legislación civil de España, y de las reformas que para subsanarlas se proponen en el proyecto de código civil (Madrid: R. Rodríguez de Rivera, 1852); De la influencia del teatro en las costumbres y la protección que puede dispensarle el Estado: Informe de la Real Academia de Ciencias Morales y Políticas (Madrid: E. Martínez, 1880); Estado de la población y del trabajo en las islas de Cuba y Puerto-Rico: informe (Madrid: T. Gutenberg, 1884); editó junto a Fidel Fita los Legis romanae Wisigothorum fragmenta ex códice palimpsesto sanctae Legionensis ecclesiae protulit (Matriti, apud Ricardum Fe, Regiae academiae typografum, 1896) y con otros el volumen III (1865) de la Colección de documentos inéditos: relativos al descubrimiento, conquista y organización de las antiguas posesiones españolas de América y Oceanía, sacados de los archivos del reino, y muy especialmente del de Indias.
Redactó las biografías de Antonio Gil y Zárate (1842) y la de don Mariano Roca de Togores para el Boletín de la Real Academia de la Historia, y en esta labor biográfica se unió a otro gran jurista y célebre poeta romántico, Nicomedes Pastor Díaz, para escribir una Galería de españoles célebres y contemporáneos o biografías retratos de todos los personajes distinguidos de nuestros días en las ciencias, la política, en las armas, en las letras y en las artes (1842) en varios volúmenes, a la que contribuyó específicamente con las biografías del poeta Ángel de Saavedra, duque de Rivas, y del general carlista Ramón Cabrera.  
También se le deben unos Comentarios al código civil español. Junto a José Maldonado López escribió un Diario exacto de la sublevación de alguna plebe de la parroquia de Omnium Sanctorum, vulgarmente llamado el Barrio de la Feria, de la M. N. y M. L. ciudad de Sevilla, cometida el miércoles 22 de mayo de 1622 (Sevilla: Álvarez, 1841). Se le debe también un discurso: Calidad y circunstancias de los bandos políticos de España: desde el siglo XIII hasta fines del XV: Discursos leídos ante la Real Academia de la Historia en la recepción pública del Excmo. Sr. Francisco de Cárdenas, el 3 de noviembre de 1872. (Madrid: Impr. de Berenguillo, 1872).